# Prosodes angulicollis
Prosodes angulicollis is een keversoort uit de familie zwartlijven (Tenebrionidae). De wetenschappelijke naam van de soort is voor het eerst geldig gepubliceerd in 1888 door Kraatz.